# Comodoro Py (Buenos Aires)
Comodoro Py es una localidad argentina del partido de Bragado, en la provincia de Buenos Aires.
Enmarcado en un contexto rural, es un pueblo surgido de la extensión de un ramal ferroviario donde residió una población que trabajaba en los campos de alrededor. La singularidad de este pueblo de menos de 700 habitantes es su belleza urbana interior y la cultura local. Es reconocido a nivel nacional por poseer el título de "Capital Nacional del Chorizo Seco".

## Situación actual y evolución
Es un pueblo rural ubicado a 8 km de la Ruta Nacional 5, donde se encuentra el pavimento más próximo, y a 30 km de la ciudad de Bragado, cabecera del Partido.
Entre las actividades económicas del pueblo se cuentan los silos para acopio de granos de la empresa La Bragadense y de la Cooperativa Peagro, esta última integrada por propietarios y personal residente en el mismo pueblo.
La producción de chorizo seco se limita al invierno y a unos pocos productores, con escasa rentabilidad. Sin embargo, sus pobladores han sabido aprovechar esta producción para realizar una fiesta anual que resulta exitosa y cuya concurrencia se incrementa año tras año.
Algunas personas producen dulces pero lo hacen solo para consumo propio, y también se realizan trabajos de tornería. La producción de miel tuvo un serio problema a raíz de una enfermedad y el uso de un antibiótico para combatirla, lo que llevó a una pérdida total de la actividad. También se registran algunos artesanos que en forma aislada realizan artesanías en junco, trenzado de hilo, lana y costura.
El pueblo cuenta con servicios de agua, cloacas con planta de tratamiento y servicio de Internet, siendo uno de los primeros en la zona en contar con este servicio. Posee una estación de servicio y tenía un hotel, el que cerró muchos años atrás.
Existe un basural, el que será próximamente desactivado y recuperado, ya que la totalidad de los residuos tendrá como destino la planta de clasificación y reciclado de la Municipalidad en Bragado. Para ello los vecinos clasificarán la basura en sus propios domicilios previo a la recolección.
El pueblo cuenta con un jardín de infantes con 40 alumnos, una institución EGB con 165 inscriptos y el Polimodal con 25 alumnos, este último con especialidad en administración de empresas.

## Toponimia

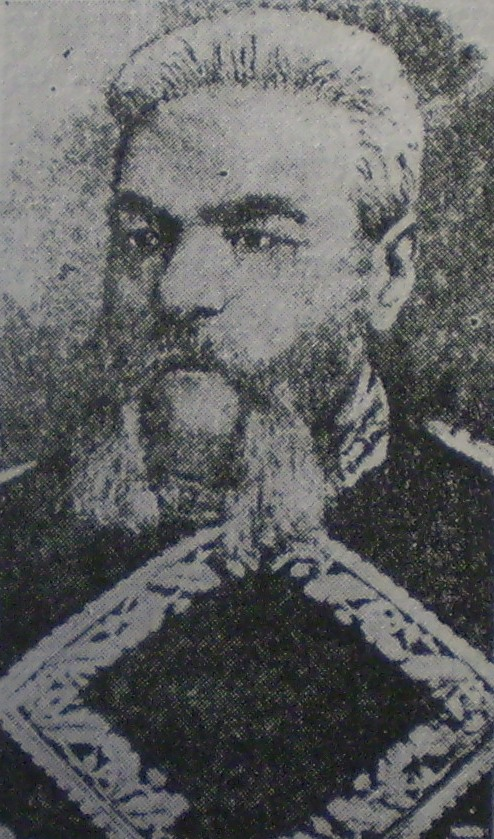
Luis Py.

La localidad lleva este nombre en homenaje al Comodoro Luis Py, de origen español, que en 1843 llegó al Río de la Plata y de inmediato ingresó a la Escuadra Argentina. Entre 1871 y 1872 fue comandante militar de la isla Martín García. La historia lo recuerda especialmente porque en 1878 comandó la llamada "Expedición Py", que el presidente Nicolás Avellaneda mandó hasta el Cañadón de los Misioneros en la provincia de Santa Cruz, donde izó la bandera argentina el 1° de diciembre, como reafirmación de la soberanía nacional sobre aguas patagónicas, que se veía amenazada por la presencia de buques extranjeros. Formó parte de esta expedición la Corbeta Uruguay, que en la actualidad se encuentra en exposición en la ciudad de Buenos Aires en Puerto Madero.
También un destructor con su nombre y llevando la denominación de la Armada Argentina D-27 estuvo en la recuperación de las Islas Malvinas desde el 28 de marzo de 1982 y las posteriores operaciones que hicieron de este buque el último en arribar a BNPB en los días del 12 al 14 de julio de 1982 haciendo que sea el buque de combate con mayor cantidad de millas navegadas en situación de combate de este conflicto.

## Población
Cuenta con 634 habitantes (Indec, 2010), lo que representa un descenso del 2,6% frente a los 651 habitantes (Indec, 2001) del censo anterior.
| Gráfica de evolución demográfica de Comodoro Py entre 1980 y 2010 |
|                                                                   |
| Fuente: Censos nacionales del INDEC                               |